# Grönbena
Grönbena (Tringa glareola) är en vadarfågel som tillhör familjen snäppor. Den är en utpräglad flyttfågel som häckar från norra Europa till östra Asien och övervintrar i södra Afrika, södra och sydöstra Asien och i Australien. Under flyttningen uppträder den ofta i mindre flockar vid våtmarker och kustområden. 
Till formen påminner grönbenan om en mindre rödbena (Tringa totanus), med långa gulgröna ben, lång smal svart näbb, grå-, beige- och svartspräcklig ovansida, ljus undersida och med ett kraftigt vitt ögonbrynsstreck. Dess läten är karaktäristiska och på häckningsplats avslöjar den sig ofta då den låter höra sitt varningsläte sittande på en gren. 
Den häckar från maj till mitten av juli, främst på fuktig tajga och tundra. Föräldrarna ruvar äggen tillsammans men snart efter kläckningen flyttar honan och efter att ungarna blivit flygga flyttar även hanen. Sist flyttar juvenilerna, vilket sker i slutet av augusti. Grönbenan livnär sig mestadels på insekter och ryggradslösa djur, som den fångar genom att picka med näbben i grunt vatten eller i lerig jord. 
Den globala populationen är inte hotad, men lokalt, exempelvis i Europa, har den minskat, främst på grund av habitatförstöring.

## Utseende och läte
Grönbenan är en långbent snäppa med proportioner som en rödbena fast i mindre format och med kortare näbb som är gråsvart. Grönbenan blir mellan 18,5 och 21 centimeter, har ett vingspann på mellan 35 och 39 centimeter och väger 34-98 gram. Den adulta grönbenan har på sommaren en grovt vattrad rygg i grått, vitt och beige. Vintertid har den en liknande dräkt men gråare och med ett mer enfärgat bröst. Den juvenila fågeln har en brunare ton och är finare vattrad på ryggen i beige. I alla dräkter har den ett kraftigt vitt ögonbrynsstreck. Den liknar skogssnäppan (T. ochropus) men är lite ljusare i teckningen, har ganska ljus vingundersida och en suddigare gräns mellan halsens grå och bukens vita fjädrar. Den har också längre ben än skogsnäppan, som i flykten sticker tydligt ut bakom stjärten. Dessa är även ljust gulgröna istället för skogsnäppans grågröna ben.
Grönbenan har ett karakteristisk trestavigt visslande flyktläte på samma tonhöjd, jiff-iff-iff, och varnar med ett energiskt ipp-ipp-ipp-ipp.... Sången framförs i spelflykt och är en snabbt, joddlande ramsa, ty-lylltilylltilylltilyll.... Sången kan även höras i flykten under flytten.

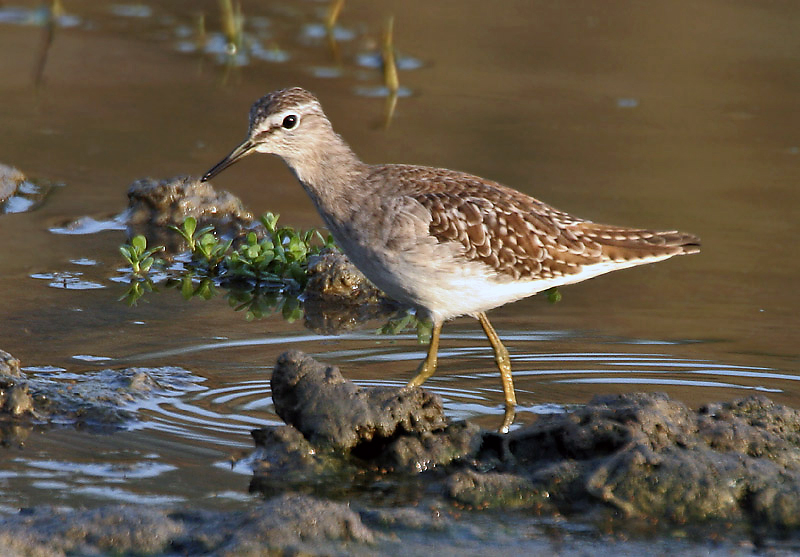
Juvenil grönbena i vinterkvarter, fotograferad i närheten av Hodal i Indien i november.

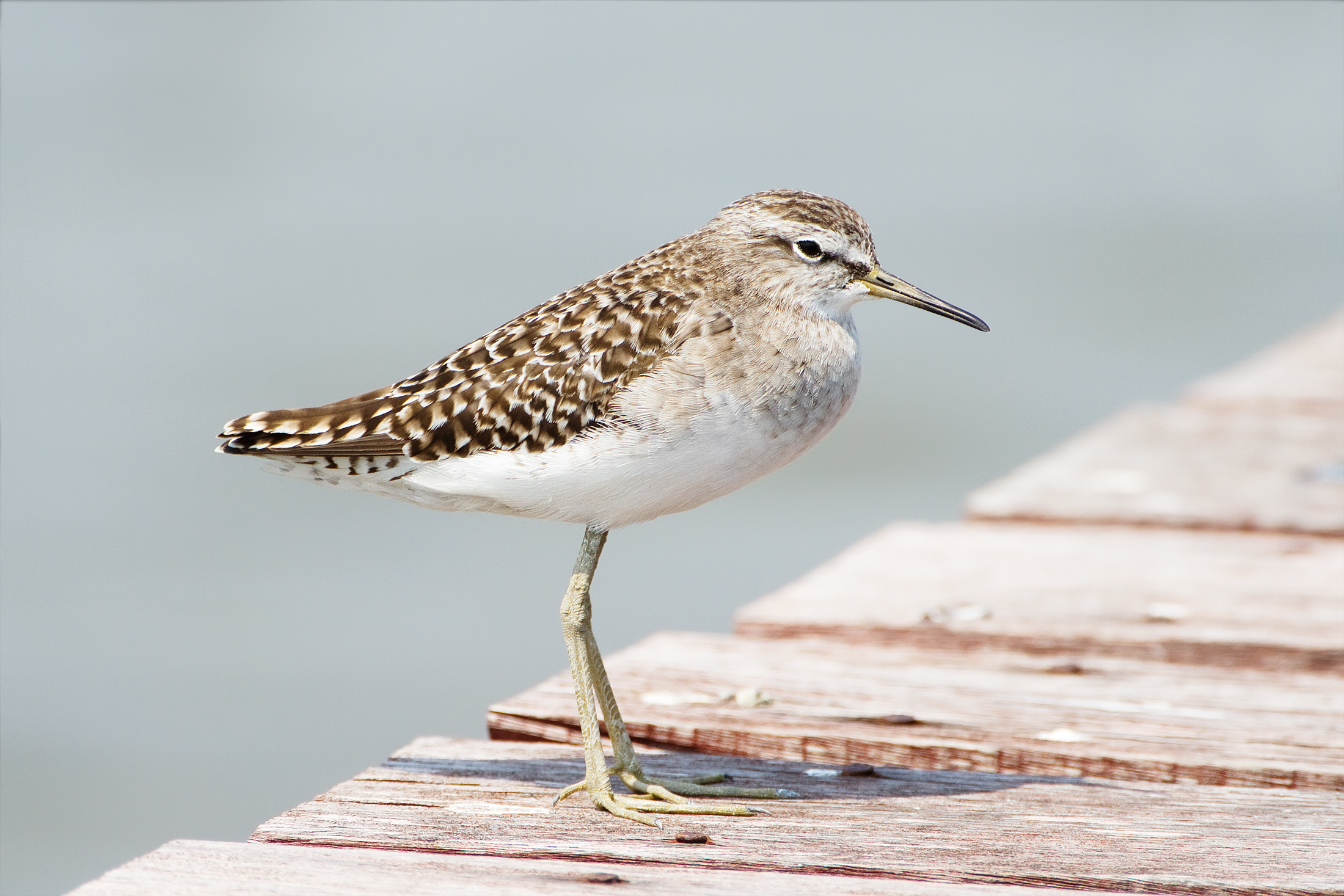
Adult i vinterdräkt, fotograferad i Phetchaburi, Thailand i januari.

## Utbredning
Grönbenan är en utpräglad flyttfågel som häckar från Skandinavien (dock även lokalt i norra Skottland) till östra Asien; Sacha, Tjuktjerhalvön, Kamtjatka, Kommendörsöarna, norra Kurilerna, Sachalin och nordöstra Kina. Den övervintrar i södra Afrika, södra och sydöstra Asien och Australien. De som övervintrar i tropiska Afrika flyttar på bred front över Europa och Mellanöstern, och rastar ofta norr om Medelhavet, speciellt i Italien och Frankrike innan de flyttar över Sahara.

### Förekomst i Sverige
I Sverige häckar den i stora delar av landet, med störst andel på norrländska myrar. Vissa icke-häckande individer översomrar på vinterlokalerna.

## Ekologi

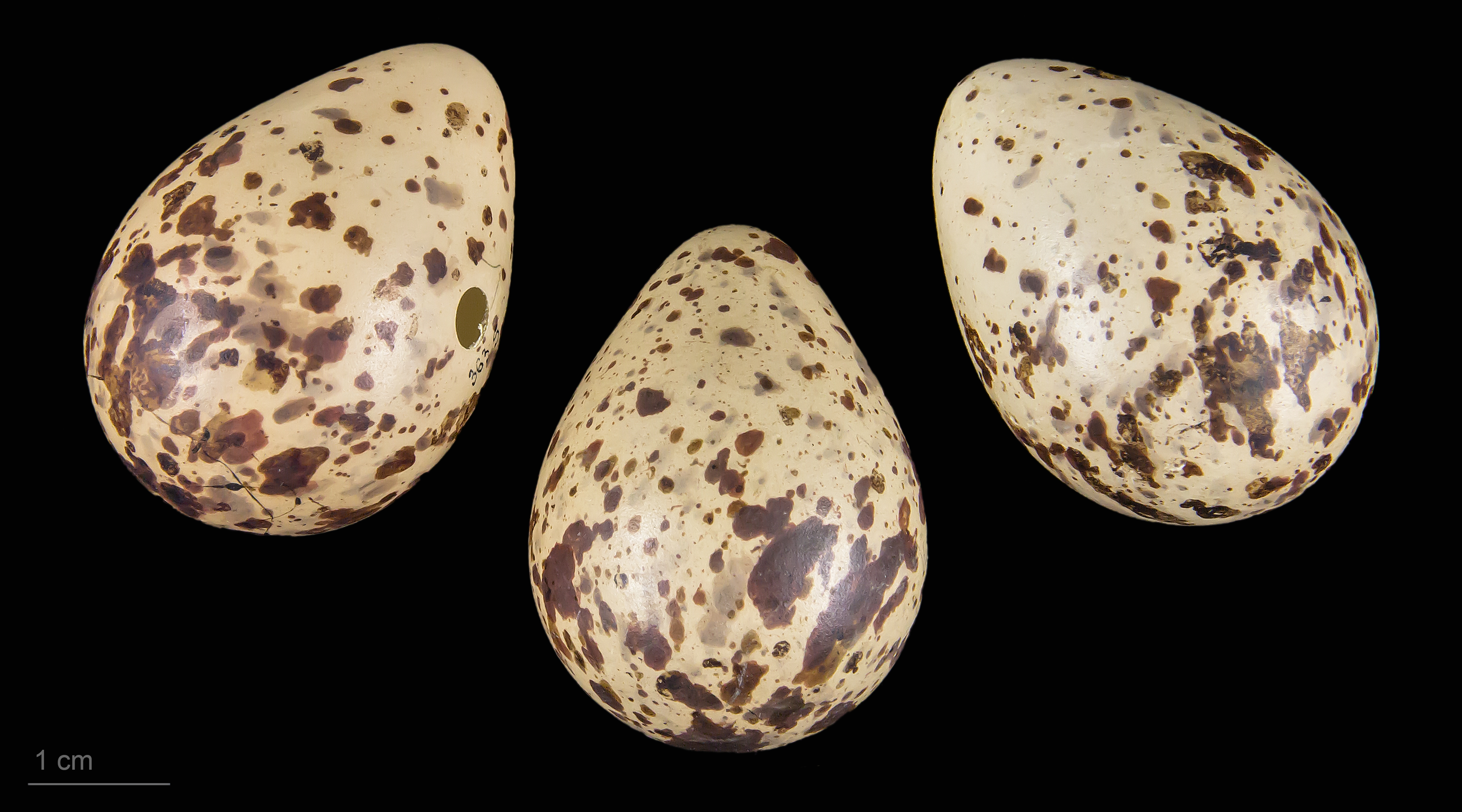
Grönbenans ägg.

Dess naturliga biotop under häckningstid är högmossar, sank tundraskog, myrar, sanka sjö- och älvstränder, sankängar och myrar på tajgan. Den förekommer främst i det palearktiska barrskogsbältet men häckar på sina håll ända upp i videzonen. Under flytten rastar den, ofta i mindre men ibland talrika flockar, vid näringsrika våtmarker och slättsjöar, vid floder, tidvattenstränder och längs kusterna.
Både under häckningen och flytten uppträder grönbenan nervöst och flyger regelbundet upp och låter höra sitt lockläte. Vid häckningsplatsen avslöjar sig ofta den ena föräldern på varningslätet när den sitter i en buske eller på en trädgren.
Grönbenan häckar från maj till mitten av juli. Paren upprätthåller då ett revir och häckar med ganska stora avstånd mellan varandra. Boet, som ofta är en uppskrapad grop direk på marken, placeras i tät vegetation, eller uppe på en grästuva, i närheten av vatten. Det förekommer att den, precis som skogssnäppan, placeras sitt bo i träd i ett övergivet fågelbo, exempelvis av trast. Kullen på fyra ägg ruvas av båda föräldrarna i 22–23 dagar. Bara några dagar efter att äggen är kläckta flyttar honan och ungarna tas sedan om hand av hanen tills de är flygga efter cirka en månad varefter även hanen flyttar. Juvenilerna flyttar först i slutet av Augusti, och arten når sina övervintringslokaler i tropiska Afrika från slutet av juli och ända till oktober. Vårflytten inleds från slutet av mars till början av april och de når sina häckningsplatser från slutet av april till början av juni i norra Ryssland. Äldsta kända exemplaret blev 14 år.
Grönbenan livnär sig mestadels på insekter och ryggradslösa djur, som den fångar genom att picka med näbben i grunt vatten eller lerig jord. Huvudfödan utgörs av skalbaggar, sländlarver, vattenskinnbaggar och tvåvingar.

## Grönbenan och människan

### Status och hot
Grönbenan har ett mycket stort utbredningsområde. Den globala populationen, som uppskattas till mellan 3 100 000 och 3 600 000 individer, är mycket stor och den globala utvecklingstrenden bedöms som stabil. På grund av detta kategoriseras arten som livskraftig (LC) av IUCN. Dock är den regionalt hotad på grund av habitatförstörelse, exempelvis i vissa europeiska länder som Finland. Populationerna i södra Sverige, Tyskland och Polen minskade under perioden 1970–1990 och har inte återhämtat sig sedan dess. Grönbenan är mottaglig för både fågelbotulism och fågelmalaria varför en epidemi av någon av dessa skulle kunna utgöra ett hot mot arten.
I Sverige anses idag beståndet livskraftigt och det finns inga tecken på betydande populationsförändring. 2018 uppskattades det svenska beståndet till 130 000 par.

### Namn
Grönbenans vetenskapliga artepitet glareola är diminutivformen för det klassiska latinska ordet glarea som betyder "grus" vilket refererar till att den på flytten uppträder på sandiga och grusiga stränder. Den delar också detta namn med fågelsläktet Glareola som omfattar merparten av alla vadarsvalor. Grönbenan kallades förr grönbent snäppa och även kärrsnäppa där det senare idag istället är det svenska trivialnamnet för Calidris alpina.